# Franz Behrend
Franz Behrend (* 7. April 1864 in Danzig; † 21. Juni 1918 in Zoppot) war ein deutscher Verwaltungsjurist.

## Leben
Franz Behrend studierte an der Georg-August-Universität Göttingen Rechtswissenschaft. 1886 wurde er im Corps Bremensia recipiert. Nach dem Studium und der Promotion zum Dr. iur. trat er in den preußischen Staatsdienst. 1893 bestand er in Stralsund die Prüfung als Regierungsassessor. 1900 wurde Landrat des Kreises Lyck. Im September 1905 wurde er zum Regierungsrat ernannt. Als solcher war er 1910 bei der Regierung in Oppeln tätig. Zuletzt war er bis 1917 als Oberregierungsrat Direktor des Oberversicherungsamts in Danzig. Er starb mit 54 Jahren.